# Edith Laudowicz
Edith Laudowicz (* 28. Februar 1946 in Delmenhorst; † 10. Dezember 2024) war eine deutsche Diplompädagogin und Autorin vor allem frauenpolitischer Literatur.

## Leben
Edith Laudowicz war ausgebildete Hotelfachfrau und Lehrerin, Diplompädagogin mit den Schwerpunkten Bildende Kunst und Weiterbildung sowie Datenverarbeitungsbetriebswirtin. Sie wuchs in Delmenhorst auf, arbeitete als Hotel- und Gaststättengehilfin, Au-pair-Mädchen, Fremdenführerin, Telefonistin sowie Kontoristin und studierte in Oldenburg Pädagogik. Ab Anfang 1981 war sie publizistisch tätig.
Sie schrieb Bücher, Aufsätze und Zeitschriftenbeiträge zur Geschichte und Theorie der Frauenbewegung. Die Schwerpunkte ihrer Arbeit sah sie in den Themenfeldern „Frauen in der globalen Textilindustrie“, „Frauen im Islam“ und bei Computerspielen. Sie war Vorsitzende des Bremer Frauenmuseums e. V.

## Schriften (Auswahl)

### Monografien
- Mädchen, Mädchen. Dortmund 1981, Köln 1986
- gemeinsam mit Dorlies Pollmann: Weil ich das Leben liebe… Persönliches und Politisches aus dem Leben engagierter Frauen. Köln 1981
- gemeinsam mit Annette Menzel und Inge Baxmann: Texte, Taten, Träume – Wie weiter mit der Frauenbewegung. Köln 1984
- Befreites Land – befreites Leben? Frauen in Befreiungsbewegungen und Revolutionen. Köln 1987.
- gemeinsam mit Heike Flessner/Marianne Friese/Heidi Knake-Werner u. a.: Frauenunterdrückung und Familienverhältnisse. IMSF Forschung und Diskussion, Frankfurt a. M. 1989
- als Hrsg.: Fatimas Töchter. Frauen im Islam. PapyRossa, Köln 1992 (= Neue Kleine Bibliothek. Band 29), ISBN 3-89438-051-9
- Älter werden wir doch alle… Individuelle Erfahrungen, gesellschaftspolitische Perspektiven. Frankfurt 1993
- Computerspiele – eine pädagogische Herausforderung für Eltern und Lehrer. Köln 1998

### Aufsätze
- Frauen und Friedensbewegung – Überlegungen zur aktuellen Diskussion, In: Blätter für deutsche und internationale Politik 27, 1/1982, S. 74–88
- Armee mit langen Haaren. Frauen in Befreiungsbewegungen, In: Kristine von Soden (Hrsg.), Der große Unterschied – die neue Frauenbewegung der siebziger Jahre, Westberlin 1988, S. 119–128
- Bürgerliche Familie – verbürgerlichte Familie?, In: Heike Flessner/Marianne Friese/Heidi Knake-Werner/Edith Laudowicz u. a., Frauenunterdrückung und Familienverhältnisse, IMSF Forschung und Diskussion, Frankfurt a. M. 1989, S. 95–120
- Alexandra Kollontai, In: Sexualforschung und -politik in der Sowjetunion seit 1917, Frankfurt a. M./Bern 1990
- Privates im Politischen oder vom Politischen zum Privaten, In: Christine Eifler (Hrsg.), Ein bißchen Männerhass steht jeder Frau, Berlin 1991, S. 11–37
- Frauen im Islam. Ein Überblick. In: Edith Laudowicz (Hrsg.): Fatimas Töchter. Frauen im Islam. PapyRossa, Köln 1992 (= Neue Kleine Bibliothek. Band 29), ISBN 3-89438-051-9, S. 7–61
- Töchter der Revolution. Palästinensische Frauen. In: Fatimas Töchter. Frauen im Islam. 1992, S. 149–161